# Yigoga romanoi
Yigoga romanoi là một loài bướm đêm trong họ Noctuidae.